# Brock (Pokémon)
Brock (タケシ; japánul Takeshi) a Pokémon című anime és mangasorozat egyik főszereplője. Kezdetekben Ash Ketchum és Misty társaságában utazik, s az a célja, hogy ő legyen a világ egyik legjobb pokémon-tenyésztője.

## Története

Brock, Ash Ketchum és Dawn

Brock Ónvárosban élt a kistestvéreivel. Egyedül vigyázott rájuk, mivel apja elment, hogy pokémon-mester legyen. Brock volt az ónvárosi (Pewter City) edzőterem vezetője. Először akkor találkozik Ash-sel, amikor Ash kihívja őt egy pokémon-viadalra a kőjelvényért cserébe. Ash kikapott, de másodszorra megnyerte a csatát egy titokzatos idegen, Brock apjának segítségével. Az apja úgy döntött, hogy hazatér a családjához, így Brock-nak megengedte, hogy elmenjen Ash-sel és Misty-vel, és valóra váljon az álma. Sok kalandot éltek át együtt, de az Orange-szigetek sorozatnál elhagyja a csapatot, hogy csatlakozzon Ivy professzorhoz. A helyébe ideiglenesen Tracey Sketchit lép, de Brock később rejtélyes módon visszatér Palett városba, amikor Ash megnyeri az Orange trófeát. Ezt követően Ash, Misty és Brock a Johto régió felé vették az irányt, hogy új pokémonokkal ismerkedjenek meg, ám a Johto liga után ismét szétválnak útjaik. Brock visszamegy Ónvárosba, de mivel otthon mindent rendben talál, így később mégis visszatér Ash-hez a Hoenn régióba, és megismerkedik két újdonsült barátjával May-el és Max-el. A Csata Határmező (Battle Frontier) után ők elmennek, de Brock folytatja utazását Ash-sel és új barátjukkal, Dawn-al a Sinnoh régióban...

## Jellemzői
Mivel egyedül nevelte 9 kistestvérét, így Brock nagy konyhai tapasztalatra tett szert. Az utazások során általában ő főz a csapatnak, hiszen ő ért hozzá a legjobban. Brock gyakran úgy viselkedik, mint egy apa-figura. Barátjairól mindig gondoskodik, s tanácsokkal is ellátja őket. Ash és Brock nagyon közel áll egymáshoz, hiszen a második évadon kívül szinte mindig együtt utaztak a Pokémonok világában. Brock mindig ellágyul, és egyből szerelmes lesz, ha meglát egy csinos lányt. Ilyenkor Misty mindig lefékezi a fülénél fogva, amikor flörtölni kezd. (Ezt a feladatot Misty helyett később Pokémonja, Croagunk látja el.)

## Brock a videójátékokban
A Pokémon Red, Blue, Yellow, FireRed, Gold, Silver, Crystal, HeartGold, LeafGreen, SoulSilver, Pokémon Stadium és Pokémon Stadium 2. videójátékokban Brock az ónvárosi edzőterem vezetője. A kő-típusú pokémonokra specializálódott, hiszen ő egy kőpokémon-mester.

## Szinkronhangja
Az animében a japán hangját Ueda Júdzsi, angol hangját Eric Stuart és Bill Rogers, míg a magyar hangját Sótonyi Gábor és Zámbori Soma alakította.

## Brock Pokémonjai

### Kanto régió
Geodude, Onix, Vulpix, Zubat>Golbat

### Johto régió
Crobat, Pineco>Forretress, Steelix

### Hoenn régió
Mudkip>Marshtomp, Lotad>Lombre>Ludicolo

### Sinnoh régió
Bonsly>Sudowoodo, Happiny>Chansey, Croagunk

## Lásd még
- A Pokémonok listája
- A Pokémon epizódjainak listája